# Shakin’ All Over
«Shakin' All Over» (с англ. — «Дрожь по всему телу») — песня, исполненная Johnny Kidd & The Pirates. Она была написана лидером Джонни Киддом, оригинальная запись достигла 1-й строчки в UK Singles Chart в августе 1960 года. Песню иногда приписывают Фредерику Альберту Хиту, настоящему имени Кидда. Запись Кидда не стала хитом за пределами Европы. В других частях мира песня более известна по записям других исполнителей. Версия The Guess Who была записана в декабре 1964 года. Весной 1965 года она достигла 1-й строчки в Канаде, 22-й в США и 27-й в Австралии. Ещё одна известная запись The Who была включена в их альбом 1970 года Live at Leeds. Версия Норми Роу 1965 года достигла 1-й строчки в Австралии.

## История
Музыкантами, которые выступали на оригинальной записи, были Джонни Кидд (вокал), Алан Кэдди (ритм-гитара), Брайан Грегг (бас), Клем Каттини (ударные) и Джо Моретти (соло-гитара). О написании песни Кидд сказал следующее:
Когда я гулял с группой парней и мы случайно видели симпатичную девушку, то обычно говорили, что от нее у нас мурашки по коже. У нас это была стандартная фраза, относящаяся к любой привлекательной девушке. Я могу честно сказать, что именно это больше, чем что-либо другое, вдохновило меня на написание «Shakin' All Over».

## Версия The Who
Песня много раз исполнялась The Who, начиная с 1960-х годов. Самые известные выступления были в Вудстоке в 1969 году и на концерте в Лидсе в 1970 году. В автобиографии Рэнди Бахмана он говорит, что когда он встретил басиста The Who Джона Энтвистла, ему сказали, что люди постоянно путают The Who и The Guess Who. Устав от того, что на них кричат за то, что они не играют песню, The Who начали играть её просто для того, чтобы порадовать толпу. Бахман ответил, что у The Guess Who были те же причины играть «My Generation». Энтвистл, поклонник рок-н-ролла и рокабилли 1950-х и 1960-х годов, также исполнил песню со своей сольной группой и включил басовое соло в середину песни в сопровождении только своего барабанщика Стива Луонго.

## В массовой культуре
Версия The Guess Who была включена в саундтрек фильма «Я соблазнила Энди Уорхола», «Скрюченный домишко» и «Девичник в Вегасе», а также прозвучала в рекламе ароматов Hugo Boss XY и XX с участием Джонатана Риса Мейерса и Бетт Франке и таких сериалах, как «Мистер Бин» и «Британия». Кроме того, она вошла в саундтрек компьютерной игры Stubbs the Zombie in Rebel Without a Pulse.